# Iranische Fußballnationalmannschaft (U-17-Junioren)
Die iranische U-17-Fußballnationalmannschaft ist eine Auswahlmannschaft iranischer Fußballspieler. Sie unterliegt der Football Federation Islamic Republic of Iran und repräsentiert sie international auf U-17-Ebene, etwa in Freundschaftsspielen gegen die Auswahlmannschaften anderer nationaler Verbände, bei U-16-Asienmeisterschaft und U-17-Weltmeisterschaften.
Die Mannschaft wurde 2008 Asienmeister sowie 2000 Vize-Asienmeister. Ihr bestes Ergebnis bei Weltmeisterschaften war das Erreichen des Achtelfinales 2009 und 2013. Diese verlor sie gegen Uruguay beziehungsweise den späteren Weltmeister Nigeria.

## Teilnahme an U-17-Weltmeisterschaften
(Bis 1989 U-16-Weltmeisterschaft)
| 1985 | nicht teilgenommen |
| 1987 | nicht qualifiziert |
| 1989 | nicht qualifiziert |
| 1991 | nicht qualifiziert |
| 1993 | nicht qualifiziert |
| 1995 | nicht qualifiziert |
| 1997 | nicht qualifiziert |
| 1999 | nicht qualifiziert |
| 2001 | Vorrunde           |
| 2003 | nicht qualifiziert |
| 2005 | nicht qualifiziert |
| 2007 | nicht qualifiziert |
| 2009 | Achtelfinale       |
| 2011 | nicht qualifiziert |
| 2013 | Achtelfinale       |
| 2015 | nicht qualifiziert |
| 2017 | Viertelfinale      |
| 2019 | nicht qualifiziert |
| 2023 | Achtelfinale       |

## Teilnahme an U-16-Asienmeisterschaft
| U-16-Asienmeisterschaft  | U-17-Asienmeisterschaft  |
| ------------------------ | ------------------------ |
| 1985: nicht teilgenommen |                          |
| 1986: nicht qualifiziert |                          |
| 1988: nicht qualifiziert |                          |
| 1990: nicht qualifiziert |                          |
|                          | 1992: nicht qualifiziert |
|                          | 1994: nicht qualifiziert |
|                          | 1996: Vorrunde           |
|                          | 1998: Vorrunde           |
|                          | 2000: 2. Platz           |
|                          | 2002: suspendiert        |
|                          | 2004: 4. Platz           |
|                          | 2006: Viertelfinale      |
| 2008: Asienmeister       |                          |
| 2010: Vorrunde           |                          |
| 2012: Halbfinale         |                          |
| 2014: Viertelfinale      |                          |
| 2016: 2. Platz           |                          |
| 2018: Vorrunde           |                          |
|                          | 2023: Halbfinale         |